# Cayaponia micrantha
Cayaponia micrantha är en gurkväxtart som beskrevs av Célestin Alfred Cogniaux. Cayaponia micrantha ingår i släktet Cayaponia och familjen gurkväxter. Inga underarter finns listade i Catalogue of Life.